# Murówka maltańska
Murówka maltańska, maltańska jaszczurka murowa (Podarcis filfolensis) – endemiczny gatunek z rodziny jaszczurkowatych występujący tylko na Malcie i Wyspach Pelagijskich. 
Zamieszkuje tereny kamieniste, stare mury, opuszczone budynki, kamieniste nieużytki, winnice, zarośla na murach budynków.